# Практична астрономія з калькулятором
Практична астрономія з калькулятором (англ. Practical Astronomy with your Calculator) — книга університетського лектора Пітера Даффет-Сміта, яка вчить робити астрономічні розрахунки за допомогою кишенькового калькулятора.
Книгу вперше опубліковано в 1979 році та багаторазово перевидано. Четверте видання, співавтором якого став Джонатан Зварт, додало в кінець назви «…або електронною таблицею» (англ. or Spreadsheet).

## Теми
Книга охоплює такі теми, як час, системи координат, Сонце, планетні системи, подвійні зорі, Місяць і затемнення. Третє видання додало нові розділи про узагальнені перетворення координат, нутацію, аберацію та селенографічні координати.

## Розрахунки
У книзі використані математичні операції віднімання, додавання, множення, ділення та тригонометричні функції. Кути представлені в градусах, а не в радіанах. Розрахунки проводяться на калькуляторі. Книга «пояснює в простих термінах рівняння, які використовують для обчислення даних для альманахів».

## Відгуки
«Cambridge Guide to Astronomical Discovery» стверджує, що цю книгу необхідно мати тим, хто не має персонального комп'ютера для астрономічних розрахунків. Журнал «New Scientist» дав схвальний відгук на книгу, хоч і зазначив, що в деяких розрахунках були невеликі помилки. «Археоастрономія» стверджує, що «книга рекомендована як проста у використанні та надійна».